# Strzelce Opolskie (gmina)
Strzelce Opolskie – gmina miejsko-wiejska w województwie opolskim, w powiecie strzeleckim. W latach 1975–1998 gmina położona była w województwie opolskim.
Siedziba gminy to Strzelce Opolskie.
Według danych z 30 czerwca 2010 gminę zamieszkiwało 32 958 osób.

## Struktura powierzchni
Według danych z roku 2002 gmina Strzelce Opolskie ma obszar 202,35 km², w tym:
- użytki rolne: 59%
- użytki leśne: 30%

Gmina stanowi 27,19% powierzchni powiatu.

## Demografia

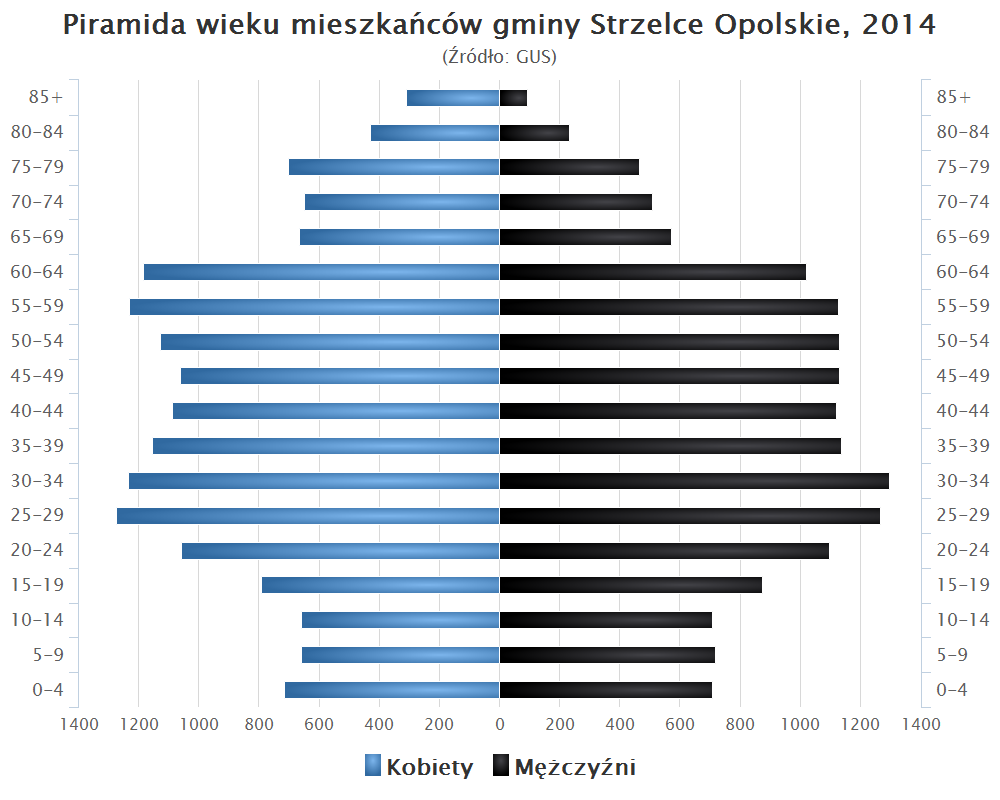
Piramida wieku mieszkańców gminy Strzelce Opolskie w 2014 roku

Dane z 30 czerwca 2010:
| Opis                              | Ogółem | Ogółem | Kobiety | Kobiety | Mężczyźni | Mężczyźni |
| --------------------------------- | ------ | ------ | ------- | ------- | --------- | --------- |
| jednostka                         | osób   | %      | osób    | %       | osób      | %         |
| populacja                         | 32 958 | 100    | 16 969  | 51,5    | 15 989    | 48,5      |
| gęstość zaludnienia (mieszk./km²) | 162,9  | 162,9  | 83,9    | 83,9    | 79,0      | 79,0      |

## Sołectwa

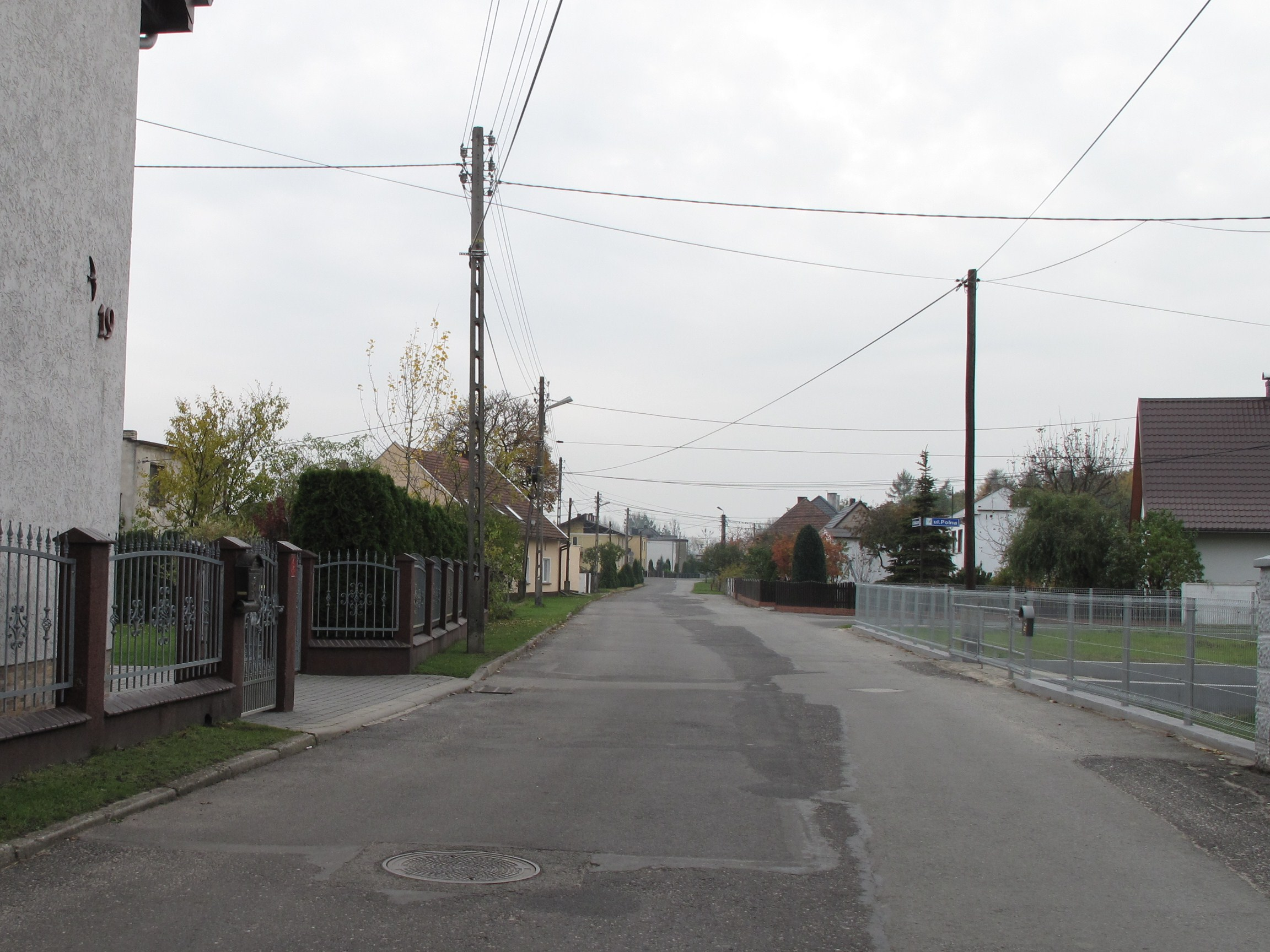
Rożniątów, ulica

Adamowice, Błotnica Strzelecka, Brzezina, Dziewkowice, Farska Kolonia, Grodzisko, Jędrynie, Kadłub, Kadłubski Piec, Kalinowice, Kalinów, Ligota Dolna, Ligota Górna, Mokre Łany, Niwki, Nowa Wieś, Osiek, Płużnica Wielka, Rozmierka, Rozmierz, Rożniątów, Sucha, Suche Łany, Szczepanek, Szymiszów, Szymiszów-Osiedle, Warmątowice.

## Pozostałe miejscowości
Banatki Duże, Banatki Małe, Breguła, Dołki, Doryszów, Kaczorownia, Kasztal, Koszyce, Lipieniec, Pakoszyn, Poręba, Stara Poczta.

## Sąsiednie gminy
Gogolin, Izbicko, Jemielnica, Kolonowskie, Leśnica, Ozimek, Toszek, Ujazd, Wielowieś, Zdzieszowice

## Honorowi Obywatele Gminy
- 1995 r.: Helmut Holtgrewe[4]
- 1995 r.: Leszek Zaleski[5]
- 1995 r.: Franciszek Dylong[6]
- 1997 r.: Norbert Lysek[7]
- 1999 r.: Stanisław Smoleń[8]
- 2000 r.: Alfons Schnura[9]
- 2006 r.: Elenora Dugosh Goodley[10]
- 2007 r.: ks. Wolfgang Jośko[11]
- 2009 r.: Pavel Hladik[12]
- 2009 r.: Mikołaj Nagorny[13]
- 2009 r.: Krystyna Miszkiniene[14]
- 2009 r.: Helmut Albers[15]
- 2009 r.: Margrit Hrabina Strachwitz von Groß Zauche und Camminetz[16]
- 2009 r.: Andreas Gundrum[17]
- 2014 r.: Mieczysław Bieniek[18]